# Akila Barrett
Errol "Akila" Barrett (13 de maio de 1970) é um cantor e compositor, filho do baterista Carlton Barret dos The Wailers, baterista de reggae da jamaica e sobrinho de Aston Barrett, baixista.
Começou a sua carreira em 1994 como baterista da banda de Julian Marley Uprising  depois seguiu carreira solo e compôs a música "Human Race".
Em 2005, lançou seu primeiro álbum, Changing People.